# Fevillea pedatifolia
Fevillea pedatifolia är en gurkväxtart som först beskrevs av Célestin Alfred Cogniaux, och fick sitt nu gällande namn av Charles Jeffrey. Fevillea pedatifolia ingår i släktet Fevillea och familjen gurkväxter. Inga underarter finns listade i Catalogue of Life.